# Kanton Champigny-sur-Marne-Centre
Der Kanton Champigny-sur-Marne-Centre war von 1985 bis 2015 ein französischer Wahlkreis im Arrondissement Nogent-sur-Marne, im Département Val-de-Marne und in der Region Île-de-France. Er bestand aus einem Teil der Stadt Champigny-sur-Marne.

## Bevölkerungsentwicklung
| 1990   | 1999   | 2010   |
| ------ | ------ | ------ |
| 26.944 | 25.222 | 25.934 |